# Мечеть села Богатир
Мечеть села Богатир (крим. Bağatır Camisi) — мечеть в селі Богатир Бахчисарайського району, Автономна Республіка Крим.

## Історія
Мечеті близько 200 років. При мечеті діяла школа — мектеп. Збереглася прибудова будівлі пекарні.
За радянських часів будівлю використовували як склад, а дерев'яний мінарет знищили.
В 1994 році мечеть було повернено кримськотатарській громаді.